# Baron Bellew

Wappen der Barone Bellwe

Baron Bellew ist ein erblicher britischer Adelstitel, der zweimal in der Peerage of Ireland verliehen wurde.
Familiensitz der aktuellen Barone ist Barmeath Castle bei Dunleer im County Louth.

## Verleihungen
Erstmals wurde am 29. Oktober 1686 der Titel Baron Bellew, of Duleek in the County of Meath, für Sir John Bellew geschaffen, in Anerkennung seiner Unterstützung für König Jakob II. Nach der Glorious Revolution erklärte König Wilhelm III. ihn 1691 als Jakobit zum Outlaw, doch wurde diese Entscheidung kurz darauf widerrufen. Der Titel erlosch schließlich am 18. August 1770, als sein Enkel, der 4. Baron, starb, ohne männliche Erben zu hinterlassen.
In zweiter Verleihung wurde am 10. Juli 1848 der Titel Baron Bellew, of Barmeath in the County of Louth, für Sir Patrick Bellew, 7. Baronet neu verliehen. Er hatte bereits 1827 den fortan nachgeordneten Titel Baronet, of Barmeath in the County of Louth, geerbt, der am 11. Dezember 1688 in der Baronetage of Ireland seinem Vorfahren Patrick Bellew († 1716) verliehen worden war. Dieser war ein Urenkel des Bruders des 1. Barons erster Verleihung. Heutiger Titelinhaber ist seit 2010 der Ur-ur-urenkel des 1. Barons zweiter Verleihung Bryan Bellew als 8. Baron.

## Liste der Barone Bellew

### Barone Bellew, erste Verleihung (1686)
- John Bellew, 1. Baron Bellew († 1693)
- Walter Bellew, 2. Baron Bellew († 1694)
- Richard Bellew, 3. Baron Bellew (um 1664–1715)
- John Bellew, 4. Baron Bellew (1702–1770)

### Barone Bellew, zweite Verleihung (1848)
- Patrick Bellew, 1. Baron Bellew (1798–1866)
- Edward Bellew, 2. Baron Bellew (1830–1895)
- Charles Bellew, 3. Baron Bellew (1855–1911)
- George Bellew-Bryan, 4. Baron Bellew (1857–1935)
- Edward Bellew, 5. Baron Bellew (1889–1975)
- Bryan Bellew, 6. Baron Bellew (1890–1981)
- James Bellew, 7. Baron Bellew (1920–2010)
- Bryan Bellew, 8. Baron Bellew (* 1943)

Titelerbe (Heir apparent) ist der Sohn des aktuellen Titelinhabers, Hon. Anthony Bellew (* 1972).